# 黄良波
黄良波（1964年12月—），湖南华容人，汉族，中华人民共和国政治人物。第二十届中央纪委委员、第十一届全国人民代表大会广西地区代表。
1986年4月加入中国共产党，1986年7月参加工作，中国人民大学科学社会主义专业毕业，研究生学历，硕士，高级经济师，曾任中国人民银行南宁中心支行行长、党委书记兼国家外汇管理局广西壮族自治区分局局长。2010年6月后，到中国进出口银行工作，历任人力资源部总经理、行务委员、行长助理、副行长。2019年11月，任中国人民保险集团股份有限公司监事长。2021年7月，任中国工商银行党委副书记、监事长。
2022年9月，任中华全国供销合作总社党组成员、中央纪委国家监委驻供销合作总社纪检监察组组长。
2008年起担任全国人大代表。